# Archivio federale svizzero
L'Archivio federale svizzero (tedesco: Schweizerisches Bundesarchiv, francese: Archives fédérales suisses) è l'archivio nazionale della Svizzera. Inoltre, i Cantoni dispongono di archivi ufficiali propri.
L'Archivio Federale viene istituito nel 1798 in seguito alla creazione della Repubblica Elvetica. Si trova a Berna ed è regolato dalla legge federale sull'archiviazione in vigore dal 1999. Nel 2013 gli archivi contenevano 60.000 metri lineari di documenti stampati e 15 terabyte di documenti digitali.
Il catalogo dell'archivio federale svizzero è online.